# Пилоносы (род)
Пилоно́сы (лат. Pristiophorus) — один из родов семейства пилоносых акул одноимённого отряда. Характерным признаком рыб является удлинённое и уплощенное рыло, несущее по бокам крупные зубы, напоминающие пилу. Название рода происходит от слов др.-греч.  πριόνι — пила и греч. φορούν — носить. От рода пилоносых акул они отличаются главным образом количеством жаберных щелей (5, а не 6).

## Описание
У пилоносов вытянутое, стройное, слегка приплюснутое, но не уплощённое как у скатов тело. Голова также слегка приплюснута, но не растянута латерально. Рыло удлинённое и приплюснутое, вытянутое в виде пилообразного рострума с латеральными зубцами. Выступающий поперечный гребень на базальном крае ростральных зубцов отсутствует. Крупные зубцы чередуются с мелкими. Края крупных зубцов гладкие. Два спинных плавника лишены шипов у основания. Анальный плавник отсутствует. Основание первого спинного плавника расположено на уровне пространства между грудными и брюшными плавниками. Грудные плавники довольно крупные, но не крыловидные. Брюшные плавники маленькие. Рот маленький, изогнутый и короткий, расположен перед глазами. На вентральной поверхности в средней части рострума располагается пара усиков, выполняющая функции осязания. Имеются назальные желобки, не соединяющиеся со ртом. Губные бороздки короткие. Овальные довольно крупные глаза вытянуты по горизонтали. Третье веко отсутствует. Позади глаз имеются крупные брызгальца. Хвостовой плавник асимметричный, верхняя лопасть удлинена, нижняя отсутствует. Имеются 5 пар жаберных щелей, расположенных латерально. Длина этих акул не превышает 137 см.

## Ареал
Пилоносы обитают в умеренных и субтропических водах Атлантического, Тихого и Индийского океанов на глубине от 37 до 915 м.

## Биология
Основной пищей акул служат небольшие рыбы, ракообразные и кальмары. Хищник исследует дно с помощью рострума и, обнаружив жертву, наносит ей удары рылом.
Пилоносы акулы размножаются яйцеживорождением, в помёте до 12 новорожденных. Вероятно, ростральные крупные зубцы прорезываются незадолго до рождения, но, чтобы не нанести матери вреда они остаются прижатыми к роструму, а мелкие появляются между крупными уже после появления на свет, тогда же распрямляются и крупные зубцы.

## Взаимодействие с человеком
Пилоносы считаются не опасными для человека, однако при поимке следует соблюдать осторожность, поскольку
ростральные зубцы, хотя и не ядовиты, но очень острые и могут сильно поранить. Акулы этого семейства представляют незначительный интерес для коммерческого рыболовного промысла у южного побережья Австралии. Как правило, их добывают донными тралами. Мясо используют в пищу в свежем виде.
Пилоносов не следует путать со скатами, входящими в отряд пилорылообразные, с которыми у акул в процессе эволюции возникли схожие признаки. По сравнению с пилоносыми акулами скаты намного крупнее, и жабры у них расположены снизу тела.

## Классификация
- Pristiophorus cirratus Latham, 1794 — Южный пилонос
- Pristiophorus delicatus Yearsley, Last et White, 2008
- Pristiophorus japonicus Günther, 1870 — Японский пилонос
- Pristiophorus lanae Ebert, Willms, 2013
- Pristiophorus nancyae Ebert, Cailliet, 2011
- Pristiophorus nudipinnis Günther, 1870 — Австралийский пилонос
- Pristiophorus schroederi Springer et Bullis, 1960 — Багамский пилонос